# 吴歌
吴歌，是文学史上对吴地民歌民谣的总称，也是吴文化的重要组成部分， 吴歌是吴语方言地区广大民众的口头文学创作，发源于苏锡常地区，苏州地区是吴歌产生发展的中心地区。吴歌口口相传，代代相袭，有浓厚的地方特色，以表现男女爱情为主。因为历史里历代区域划分不同，早期"吴"是吴国领域的概念，包括现在的南京和扬州等地。现在所讲的"吴"，是指吴语区，包括江苏南部，浙江北部和上海市，也就是江浙沪等地的同一个吴语区语言文化圈，同属传统吴文化范畴。吴歌也在上面所写的那些地方流传。吴歌跟历代文人编著的诗、词、歌、赋不同，这是下层人民创造的民俗文化，是民间的口头文学创作。

## 历史
吴歌起源非常早，顾颉刚《吴歌小史》认为不会晏于《诗经》。《诗经》里面虽然没有吴歌，但不过有人认为吴歌“实可与诗三百并驾齐驱”。吴地文化从考古发现来看，已经有上万年个历史了。吴歌作为一种文化现象，必然是随之当地先民的生产劳动，祭祀习俗和生活娱乐活动而发生发展。作为一种口头文学，吴歌在没有文字之前，很难找到它的遗迹。现在要想找到古代吴歌的真实面貌，已经是一件相当困难和复杂的事情了。

## 音律
吴歌里面又有“命啸”，“吴声”，“游曲”，“半折”，“六变”，“八解”这六类音乐，其中后三类是汉代以来才有的。此外还有“神弦曲”，这是当地个民间祭祀乐歌。“吴声”当中有一种根据旧曲而创新的编曲手法，称之为“变”。

## 分类
吴歌，包括"歌"和"谣"两部分。"歌"一般来讲就是"唱山歌"，也包括俗曲之类的；"谣"就是现在讲的"顺口溜"。吴歌生动的记录了江南农民和下层人民的生活史，从内容上来看，吴歌既包括情歌，也包括劳动歌、时政歌、仪式歌、儿歌等。吴歌以民间口头演唱方式表演，口语化的演唱是这个艺术表现个基本方式。吴歌是徒歌，在没有任何乐器伴奏的情况下头来唱。这些类型大致有引歌（俗称"歌头"，长篇叙事歌称"闹头"）、劳动歌、情歌、生活风俗仪式歌、儿歌和长篇叙事歌等几种。

## 四大嫡系
虽然吴歌在现实生活当中，离平常百姓的生活越来越远了，但不过相城阳澄渔歌和常熟白茆山歌、吴江芦墟山歌、张家港河阳山歌一起被称为吴歌“四大嫡系”，这两年来开始活跃到群众的视野当中了。